# キロヴォフラード州
- キロボフラード州[1]

キロヴォフラード州
Кіровоградська область

キロヴォフラード州（キロヴォフラードしゅう、ウクライナ語: Кіровогра́дська о́бласть キロヴォフラーツィカ・オーブラスチ; キロヴォグラート州、ロシア語: Кировогра́дская о́бласть キロヴォグラーツカヤ・オーブラスチ）は、ウクライナ中央部に位置する州である。1939年1月9日に設立された。人口は2021年の統計で920,128人であり、ウクライナの州で2番目に少ない。
州都クロピヴニツキーは、もともとはエリザヴェトグラードとして設立された都市であるが、1924年に同市出身のグリゴリー・ジノヴィエフにちなんでジノヴィエフスクと改称された。ところが1934年にセルゲイ・キーロフの暗殺事件が発生し、ジノヴィエフはその黒幕とみなされ1936年に粛清された。1939年、州設立に際して同市はキーロフにちなんでキロヴォグラードと改称、州名もキロヴォグラード州とされた。
1991年のウクライナ独立に伴い、州名はキロヴォフラード州へ、州都はキロヴォフラードへと改称した。さらに2016年に州都はクロピヴニツキーへと改称した。2018年に州名変更の草案が議会を通過し、憲法裁判所は合憲性を認めたが、2022年7月時点で州名変更は実施されていない。

## 地理
| 母語話者（キロヴォフラード州） 2001 | 母語話者（キロヴォフラード州） 2001 | 母語話者（キロヴォフラード州） 2001 | 母語話者（キロヴォフラード州） 2001 | 母語話者（キロヴォフラード州） 2001 |
| ----------------------------------- | ----------------------------------- | ----------------------------------- | ----------------------------------- | ----------------------------------- |
|                                     |                                     |                                     |                                     |                                     |
| ウクライナ語                        | ウクライナ語                        |                                     | 88.9%                               | 88.9%                               |
| ロシア語                            | ロシア語                            |                                     | 10.0%                               | 10.0%                               |

北にチェルカーシ州、南にミコライウ州とそれぞれ長く州境を接し、東はドニプロペトロウシク州とポルタヴァ州、西はオデーサ州およびヴィンニツァ州と接している。
ウクライナの国土の中央部分に位置しており、かつてウクライナの地理的中心は州西部のドブロヴェリチュキウカ郊外の地点（北緯48度32分6秒 東経31度10分53秒 / 北緯48.53500度 東経31.18139度）にあるとされていた。その後の研究により、重心という意味での中心はチェルカーシ州マリヤニフカの北緯49度1分39秒 東経31度28分58秒 / 北緯49.02750度 東経31.48278度の地点とされ、前述の地点は「幾何学的中心」と呼ばれるようになった。
横に長く、東西距離は300kmに及ぶ。
クロピヴニツキーの北に、約6,539万年前の隕石によるボルティシュ・クレーターの存在が確認されている。

### 地形
ドニプロ高地の南東部分を占めている。ミコライウ州との州境の西半分は特に標高が高く、州の最高地点（約270m）はノヴォウクラインカ南東付近にある。

### 河川
州東部でドニエプル川に2か所で面する。北のチェルカーシ州との州境は一部ヴェリカ・ヴィス川、州西部のオデーサ州との州境は一部南ブーフ川に沿っている。
州都クロピヴニツキーの周囲にはいくつかの主要河川の水源がある。北西約30kmを源とするインフル川は、同市を貫いて南下し、ミコライウで南ブーフ川へ合流する。一方、北北東20kmに端を発するインフレツィ川はオレクサンドリヤ、クリヴィー・リーフを通りドニエプル川に注ぐ。クロピヴニツキーの西30kmからはヴェリカ・ヴィス川が出て、北から西へと方向を変えてチェルカーシ州との州境となり、州最西部で州を縦断するシニュハ川と合流する。この川のすぐ南に源を発するチョルニ・タシリク川は西方向に流れてノヴォウクラインカを通り、断続的にミコライウ州との州境を形成したのちにやはりシニュハ川と合流する。
州最北部に端を発するティアスミン川は、オレクサンドリウカを通りチェルカーシ州へ入った後、大きく迂回してドニエプル川へ注ぐ。

### 地下資源
地下資源に恵まれており、石炭、オイルシェールなどの燃料のほか、鉄鉱石、ウラン、ニッケル、タングステン、銅、モリブデン、アパタイト、金、銀、ビスマス、スズ、鉛、ベリリウム、アンチモン、タンタル、ニオブなどの鉱物が確認されている。

## 歴史

### 先史
キロヴォフラード州最西部にはククテニ・トリピリャ文化のネベリウカ遺跡があり、紀元前4,000年ごろのものと推定されている。州東部ドニエプル川沿いにあるデレイフカ遺跡からは馬、羊、牛ほか動物遺体が多く発見され、スレドニ・ストグ文化と関連するものと考えられている。
ウクライナにおける青銅器時代の後期は、州西部のオデーサ州境の町サバティニウカにちなんでサバティニウカ文化と呼ばれ、年代は紀元前14–12世紀にさかのぼるとされる。
紀元前11世紀から8世紀にかけて発展したチェルノレス文化は、州北東部のチョルニー・リース（黒い森、の意）に由来する。
紀元前1000年ごろ、スキタイがこの地を支配した。
3–4世紀ごろにはチェルニャコヴォ文化の人々がこの地に暮らした。

### 中世以降
10世紀、この地はキエフ・ルーシの版図となった。文献上にみえる州内最古の町はドニエプル川沿いのスヴィトロヴォドチクであり、『キエフ年代記』において1190年に狩猟の場として記されている。
13世紀のモンゴルのルーシ侵攻により、この地は全域がモンゴル支配下となった。
1362年にリトアニア大公国とモンゴルとの間で勃発した青水の戦いは、州西部を縦断するシニュハ川沿いで行われたと考えられている。戦いはリトアニアの勝利に終わり、現在の右岸ウクライナはリトアニアの支配下となった。
15世紀半ば以降、現在のキロヴォフラード州の地域はドニエプル川沿いに発展したザポロージャ・コサックの所領となり、16世紀半ばにはザポロージャ・シーチの一部を形成した。
1648年に始まったフメリニツキーの乱において、最初の戦闘ジョーウチ・ヴォーディの戦いはドニプロペトロウシク州との州境近辺で勃発した。この蜂起は1649年のヘーチマン国家設立という成果を得たが、その後1654年にロシア・ツァーリの保護下となることを余儀なくされた。
1752年、第6代ロシア皇帝エリザヴェータは、ポーランドと国境を接する北部の防御のために、現在のキロヴォフラード州のほぼ北半分を占める軍事国境地帯ノヴァセルビアを設置しセルビア人を入植させた。首府は現在のノヴォミールホロドに置かれた。
1754年、インフル川沿いに聖エリザヴェータ要塞（現・クロピヴニツキー）、インフレツィ川沿いにウシーウカ（現・アレクサンドリヤ）が建設された。南方のクリミアやオスマン帝国からの攻撃に備える目的があった。
1764年、ノヴァセルビアは周囲地域と統合され、ノヴォロシヤ・グベールニヤが設置された。
1918年1月、ウクライナ人民共和国が独立を宣言。
1919年、ウクライナ・ソビエト社会主義共和国が成立。
1939年、当時のミコライフ州から分割される形でキロヴォグラード州が設立された。
1941年から1944年にかけてはナチス・ドイツにより占領された。
1954年、新設されたチェルカーシ州にいくつかの地区が移され、またオデーサ州からいくつかの地区を得て現在の州の領域が画定した。
1991年、ウクライナの独立に伴いキロヴォフラード州と改称された。

## 行政区分

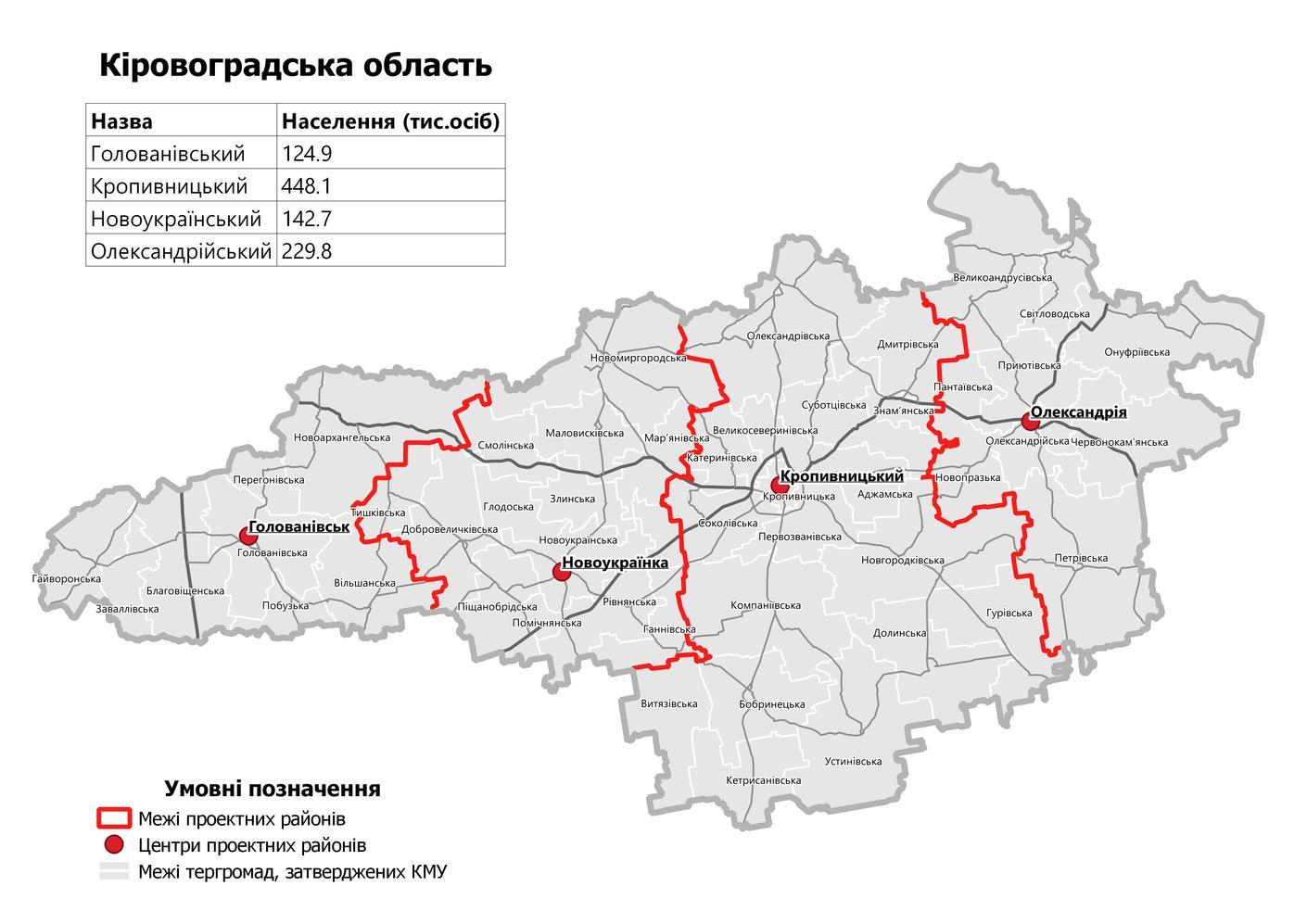
キロヴォフラード州の行政区画

2020年に行政区画が再編され、21あったラヨンは4つとなった。
12の市、27の都市型集落、991の村落が設定されている。

### ラヨン
| 名称                   | ウクライナ語表記 | 中心都市           | 面積（km2） | 人口    |
| ---------------------- | ---------------- | ------------------ | ----------- | ------- |
| ホロヴァニフスク地区   | Голованівський   | ホロヴァニフスク   | 4,244.5     | 121,150 |
| クロピヴニツキー地区   | Кропивницький    | クロピヴニツキー   | 9,709.8     | 437,018 |
| ノヴォウクラインカ地区 | Новоукраїнський  | ノヴォウクラインカ | 5,196.4     | 138,509 |
| オレクサンドリヤ地区   | Олександрійський | オレクサンドリヤ   | 5,405.5     | 223,451 |

### 主な都市
| 日本語                 | ウクライナ語     | 人口    | 区分       | 地区               |
| ---------------------- | ---------------- | ------- | ---------- | ------------------ |
| クロピヴニツキー       | Кропивницький    | 222,695 | 市         | クロピヴニツキー   |
| オレクサンドリヤ       | Олександрія      | 77,303  | 市         | オレクサンドリヤ   |
| スヴィトロヴォドチク   | Світловодськ     | 43,931  | 市         | オレクサンドリヤ   |
| ズナミヤンカ           | Знам'янка        | 21,749  | 市         | クロピヴニツキー   |
| ドリンスカ             | Долинська        | 18,460  | 市         | クロピヴニツキー   |
| ノヴォウクラインカ     | Новоукраїнка     | 16,338  | 市         | ノヴォウクラインカ |
| ハイヴォロン           | Гайворон         | 14,214  | 市         | ホロヴァニフスク   |
| ノヴォミールホロド     | Новомиргород     | 10,910  | 市         | ノヴォウクラインカ |
| ボブリネツ             | Бобринець        | 10,559  | 市         | クロピヴニツキー   |
| マラ・ヴィスカ         | Мала Виска       | 10,133  | 市         | ノヴォウクラインカ |
| スモリネ               | Смоліне          | 9,396   | 都市型集落 | ノヴォウクラインカ |
| ポミチナ               | Помічна          | 8,750   | 市         | ノヴォウクラインカ |
| ノヴェ                 | Нове             | 8,467   | 都市型集落 | クロピヴニツキー   |
| オレクサンドリウカ     | Олександрівка    | 8,199   | 都市型集落 | クロピヴニツキー   |
| ヴラシウカ             | Власівка         | 7,377   | 都市型集落 | オレクサンドリヤ   |
| ペトロヴェ             | Петрове          | 7,031   | 都市型集落 | オレクサンドリヤ   |
| ノヴァ・プラハ         | Нова Прага       | 6,378   | 都市型集落 | オレクサンドリヤ   |
| ノヴォアルハンヘルシク | Новоархангельськ | 6,040   | 都市型集落 | ホロヴァニフスク   |
| ブラホヴィシェンシケ   | Благовіщенське   | 5,943   | 市         | ホロヴァニフスク   |
| ホロヴァニフスク       | Голованівськ     | 5,759   | 都市型集落 | ホロヴァニフスク   |
| ポブズケ               | Побузьке         | 5,746   | 都市型集落 | ホロヴァニフスク   |
| ノヴホロドカ           | Новгородка       | 5,541   | 都市型集落 | クロピヴニツキー   |
| ドブロヴェリチュキウカ | Добровеличківка  | 5,473   | 都市型集落 | ノヴォウクラインカ |
| ズナミヤンカ・ドルハ   | Знам'янка Друга  | 5,083   | 都市型集落 | クロピヴニツキー   |
| オレクサンドリーシケ   | Олександрійське  | 4,660   | 都市型集落 | オレクサンドリヤ   |
| ヴィリシャンカ         | Вільшанка        | 4,570   | 都市型集落 | ホロヴァニフスク   |
| パヴリシュ             | Павлиш           | 4,543   | 都市型集落 | オレクサンドリヤ   |
| ザヴァリャ             | Завалля          | 4,518   | 都市型集落 | ホロヴァニフスク   |
| コンパニウカ           | Компаніївка      | 4,365   | 都市型集落 | クロピヴニツキー   |
| オヌフリウカ           | Онуфріївка       | 3,763   | 都市型集落 | オレクサンドリヤ   |
| ウスティニウカ         | Устинівка        | 3,290   | 都市型集落 | クロピヴニツキー   |
| プリユティウカ         | Приютівка        | 3,109   | 都市型集落 | オレクサンドリヤ   |
| パンタイウカ           | Пантаївка        | 2,571   | 都市型集落 | オレクサンドリヤ   |
| カピタニウカ           | Капітанівка      | 2,459   | 都市型集落 | ノヴォウクラインカ |
| サリコヴェ             | Салькове         | 1,592   | 都市型集落 | ホロヴァニフスク   |
| エリザベトフラドカ     | Єлизаветградка   | 1,142   | 都市型集落 | クロピヴニツキー   |
| リソヴェ               | Лісове           | 1,130   | 都市型集落 | クロピヴニツキー   |
| モロディジネ           | Молодіжне        | 1,121   | 都市型集落 | クロピヴニツキー   |
| バラキウカ             | Балахівка        | 748     | 都市型集落 | オレクサンドリヤ   |

## 人口
- 総人口（2021年）：920,128人（都市人口585,056人、農村人口335,072人）
- 性別人口（2021年）：男性421,594人（46.1%）、女性492,119人（53.9%）[24]
- 年齢層別人口（2021年）：0–17歳 161,785人、18–64歳 582,344人、65歳以上 169,584人[24]

| \| 民族構成[25] \| 民族構成[25] \| 民族構成[25] \| 民族構成[25] \| 民族構成[25] \| \| ------------ \| ------------ \| ------------ \| ------------------- \| ------------------- \| \| \| \| \| \| \| \| ウクライナ人 \| ウクライナ人 \| \| 1,014,600人 (90.1%) \| 1,014,600人 (90.1%) \| \| ロシア人 \| ロシア人 \| \| 83,900人 (7.5%) \| 83,900人 (7.5%) \| \| モルドヴァ人 \| モルドヴァ人 \| \| 8,200人 (0.7%) \| 8,200人 (0.7%) \| \| ベラルーシ人 \| ベラルーシ人 \| \| 5,500人 (0.5%) \| 5,500人 (0.5%) \| \| アルメニア人 \| アルメニア人 \| \| 2,900人 (0.3%) \| 2,900人 (0.3%) \| \| ブルガリア人 \| ブルガリア人 \| \| 2,200人 (0.2%) \| 2,200人 (0.2%) \| |              |  |                     |                     |
| 民族構成 |              |  |                     |                     |
| |              |  |                     |                     |
| ウクライナ人 | ウクライナ人 |  | 1,014,600人 (90.1%) | 1,014,600人 (90.1%) |
| ロシア人 | ロシア人     |  | 83,900人 (7.5%)     | 83,900人 (7.5%)     |
| モルドヴァ人 | モルドヴァ人 |  | 8,200人 (0.7%)      | 8,200人 (0.7%)      |
| ベラルーシ人 | ベラルーシ人 |  | 5,500人 (0.5%)      | 5,500人 (0.5%)      |
| アルメニア人 | アルメニア人 |  | 2,900人 (0.3%)      | 2,900人 (0.3%)      |
| ブルガリア人 | ブルガリア人 |  | 2,200人 (0.2%)      | 2,200人 (0.2%)      |

## 経済
経済は農業が主体である。

### 農業
植物栽培が73％、畜産が27％を占める。

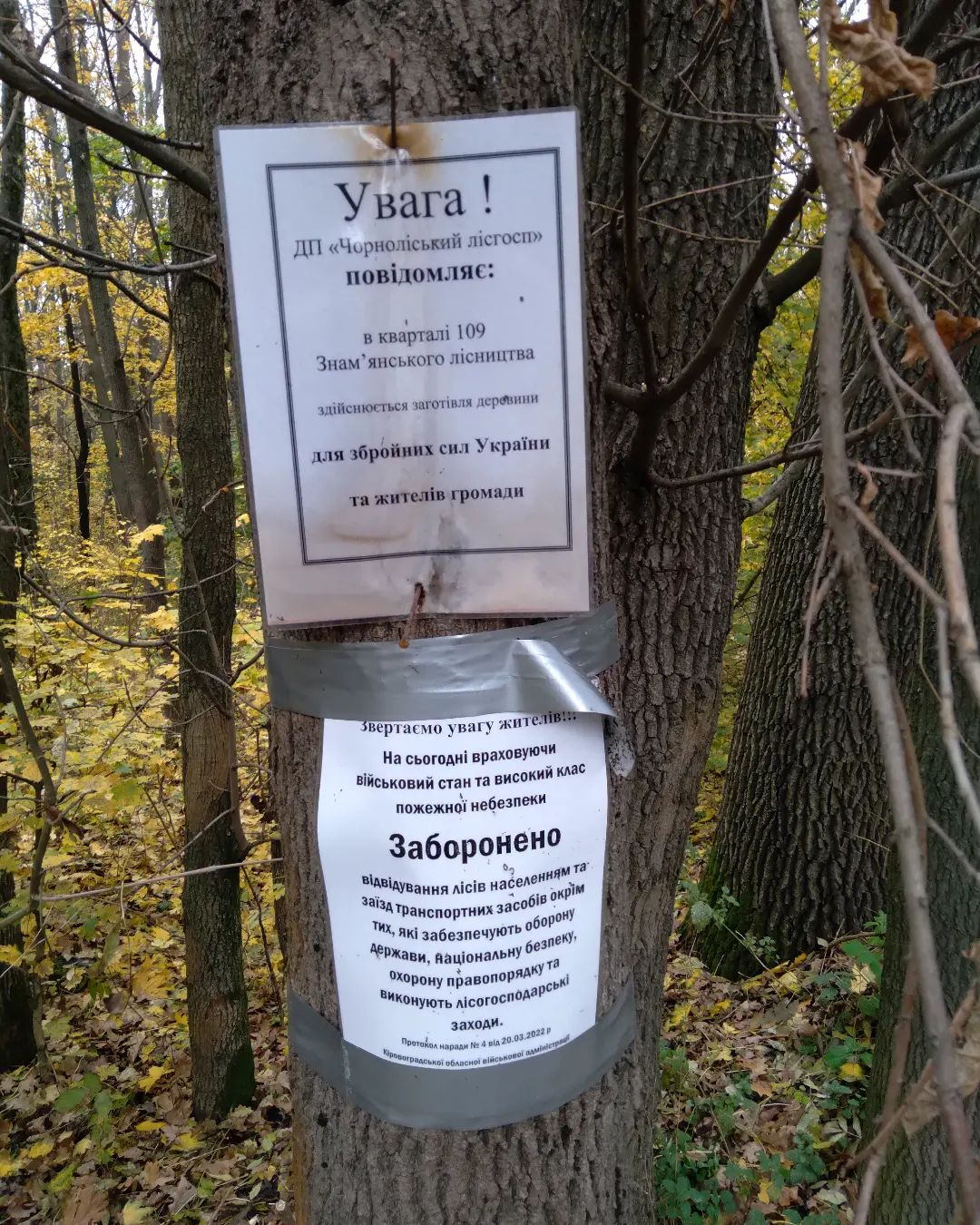
2022年戒厳令中の民間人の森林訪問禁止に関する通知

主な作物は冬小麦、大麦、トウモロコシ、豆科植物、ソバ、キビである。産業用作物では、ヒマワリとテンサイが主要な地位を占めている。
園芸分野では、リンゴ、ナシ、プラム、サクランボ、ベリー類が栽培されている。
畜産業は、羊の飼育、牛、鶏、豚の飼育が主なものである。
ウクライナの総生産量に占める主要農産物の割合は、ヒマワリ10%、穀物・豆類6.7%、テンサイ（工業用）5.2%、肉類3.0%、牛乳約2.8%である。

### 工業
食品産業が33.9％、機械製造・金属加工産業が22.7％、電力工学が17.7％、建築材料産業が5.3％、燃料産業が3.1％、非鉄金属が2.1％、軽工業が1.6％を占める。
食品加工業が盛んで、牛乳加工、製粉と穀物製造、砂糖精製、食肉加工。油脂産業で州の食品産業総生産量の35％を占める。
播種機、収穫機、電動リフティングクレーン、練炭、ニッケル、黒鉛、鉱物ワックスなどの生産で知られている。
既製服、メリヤス、家具、家電製品、園芸雑貨、医療品、陶磁器、ガラス製品、化学製品などの生産も行われている。

## ギャラリー

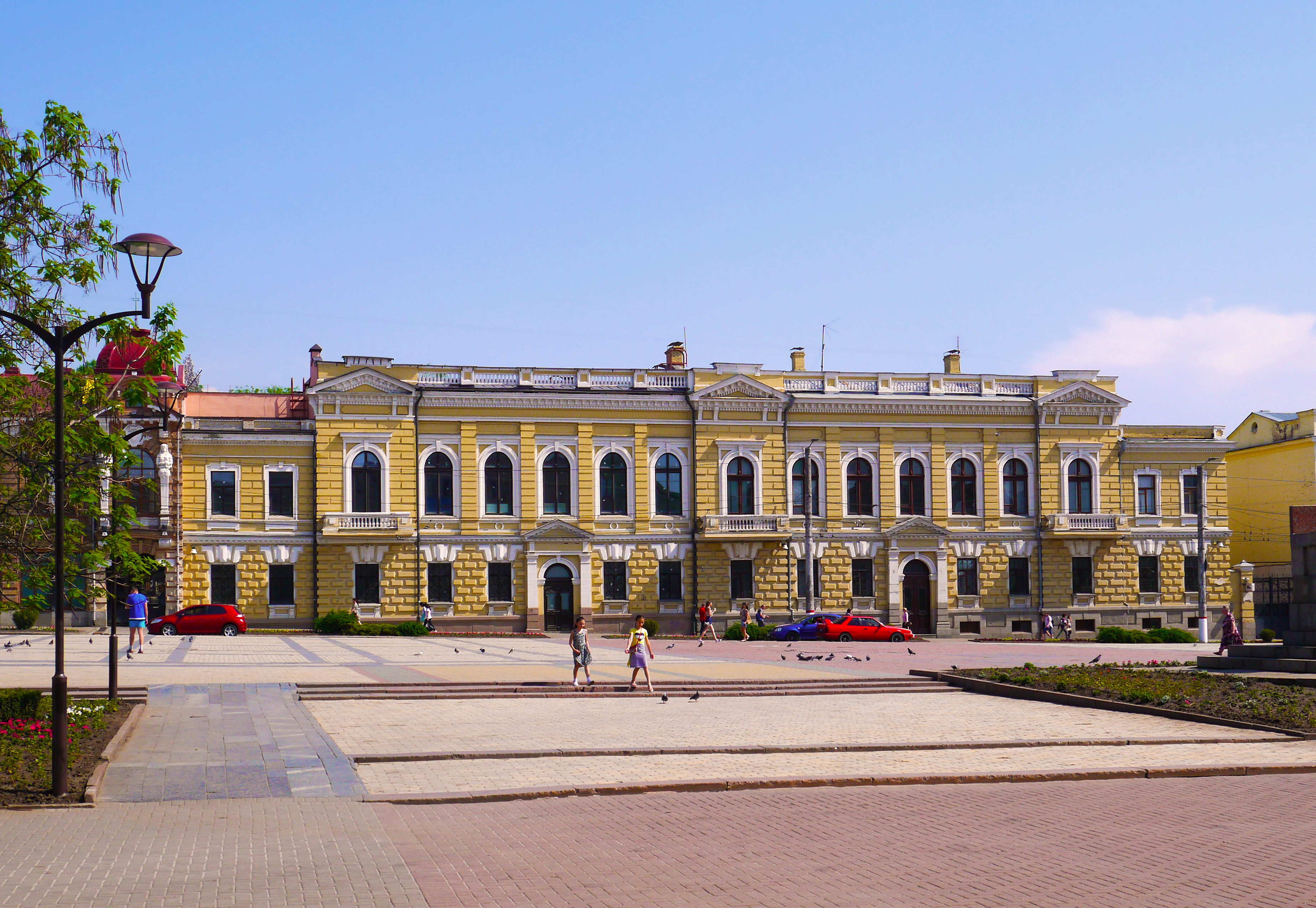
クロピヴニツキー

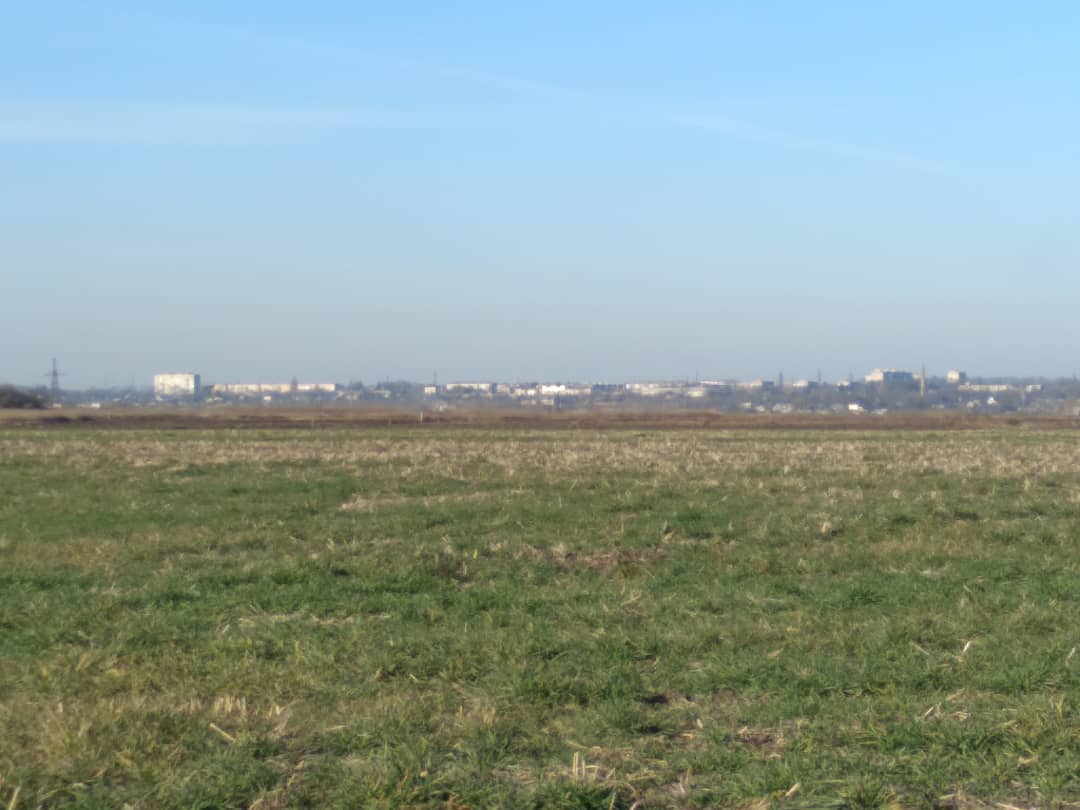
ズナミヤンカ

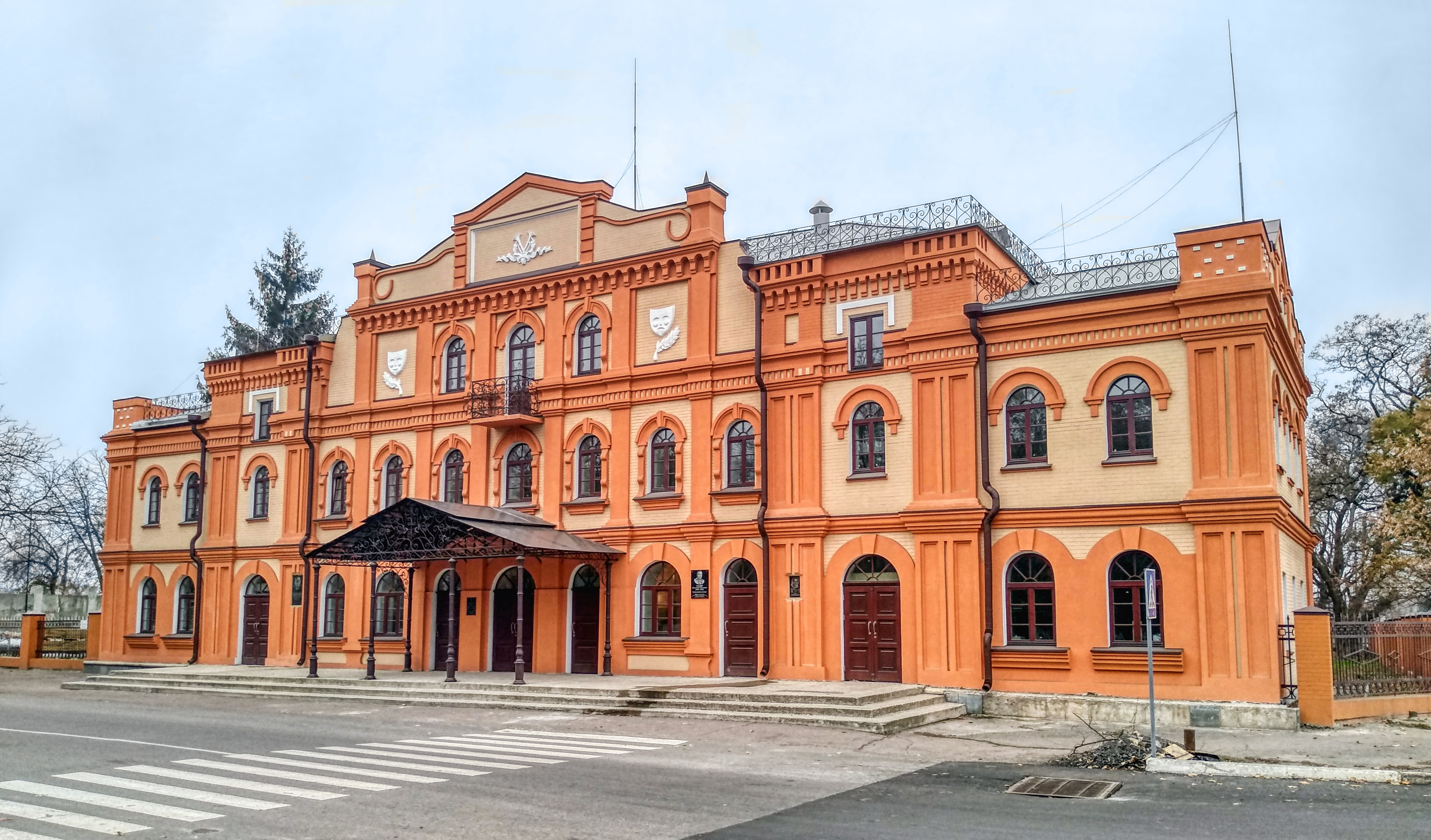
オレクサンドリーヤ

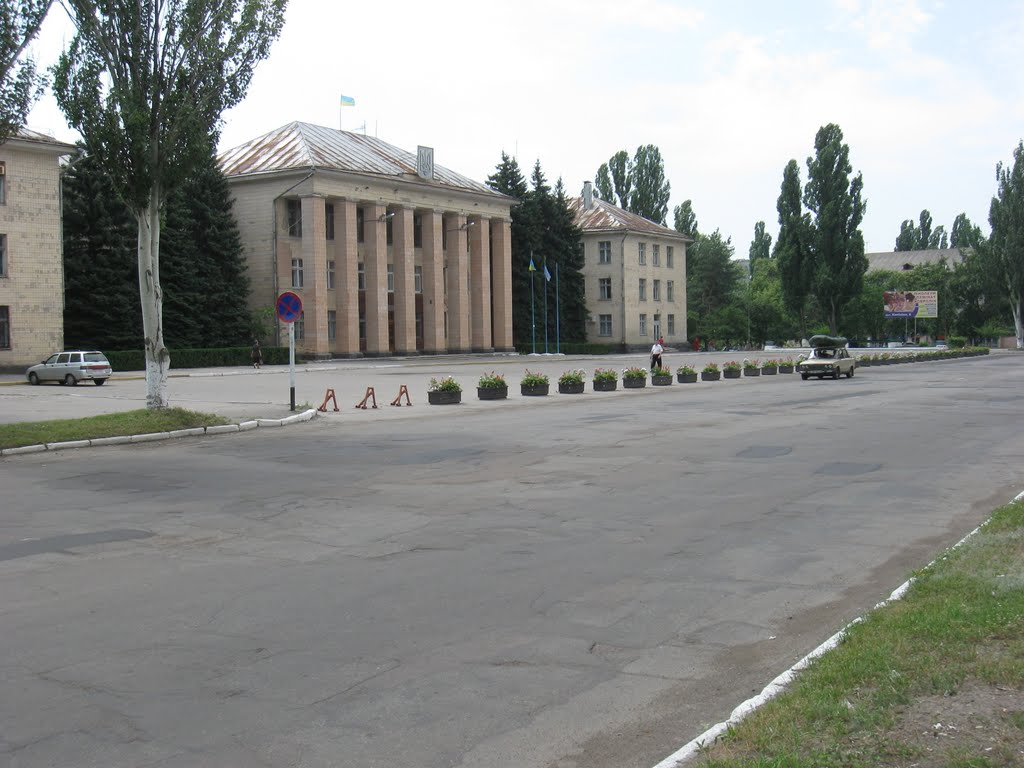
スビトロヴォツク

この地域の最大の都市は、クロピヴニツキー、オレクサンドリア、ズナムヤンカ、スヴィトロヴォツクです。

## 教育

### 公立大学
- ヴォロディミル・ヴィニチェンコ記念 中央ウクライナ州立教育大学（ウクライナ語版）
- ウクライナ国立航空大学 飛行アカデミー（ウクライナ語版）
- 中央ウクライナ国立工科大学（ウクライナ語版）

## 著名な出身者
- マルコ・クロピヴニツキー（ウクライナ語版）（1840–1910）：作家、劇作家、俳優。州都クロピヴニツキーの由来となった。
- イヴァン・カルペンコ＝カリー（ウクライナ語版）（1845–1907）：作家、劇作家、俳優
- ユーリ・ヤノフスキー（ウクライナ語版）：作家、詩人
- エフゲニ・マラニウク（ウクライナ語版）：作家
- ヴォロディミル・ヴィニチェンコ（ウクライナ語版）：作家、政治家
- ユーリイ・オレーシャ：作家、詩人
- デミヤン・ベドニー（英語版）：詩人、ボルシェビキ、風刺作家。
- ゲオルギー・ランゲマク（ウクライナ語版）：科学者
- ニキフォル・グリゴリエフ（ウクライナ語版）：軍人
- ピョートル・コシェヴォーイ：軍人

- フィリップ：ボブコフ（ロシア語版）：軍人
- フェリックス・ブルーメンフェルト：作曲家、ピアニスト
- ショロム・セクンダ：作曲家
- ヘンリフ・ネイハウス：ピアニスト
- アリョーナ・アリョーナ（ウクライナ語版）：ラッパー
- イゴール・クルトイ（ウクライナ語版）：作曲家、音楽プロデューサー
- アンナ・ビリンスカ（ウクライナ語版）：画家
- グリゴリー・ジノヴィエフ：革命家、政治家。州都クロピヴニツキーの旧称ジノヴィエフスクの由来となった。
- レフ・トロツキー：革命家、政治家
- ドミトリー・コザク：政治家
- オリガ・カーメネワ：政治家
- イェヴヘーン・マルチューク：ウクライナ第4代首相

- レオニード・ポポフ：宇宙飛行士
- ユーリ・マレンチェンコ：宇宙飛行士
- アンドレイ・カンチェルスキス：サッカー選手
- イェウヘン・コノプリャーンカ：サッカー選手
- アンドリー・ピアトフ：サッカー選手
- オレクサンドル・シモネンコ：自転車競技選手
- マリーナ・ヴィシネヴェツカヤ - 著作家、詩人、脚本家。
- セミョン・クリモフスキー - コサック、18世紀の軍人、詩人、科学者、民衆の英雄。